# Світова асоціація автомобільних магістралей
Світова асоціація автомобільних магістралей (ПІАРК, англ. Permanent International Association of Road Congresses) — міжнародна організація заснована в 1909 році. Її членами є керівники дорожніх органів 107 країн світу. Україна набула членство в цій організації в 1995 році. Постійним представником України в Раді PIARC є Голова Державної служби автомобільних доріг України (за посадою).
Основними завданнями Асоціації є сприяння інтеграції мереж автомобільних магістралей країн у світову мережу, її розвиток, обмін досвідом та максимальне впровадження новітніх технологій будівництва, ремонту та утримання автомобільних доріг у країнах-членах ПІАРК.